# Yousif Benham Habash
Barnaba Yousif Benham Habash (* 1. Juni 1951 in Baghdida, Irak) ist ein irakischer Geistlicher und syrisch-katholischer Bischof der Eparchie Our Lady of Deliverance of Newark.

## Leben
Yousif Benham Habash empfing am 31. August 1975 durch den syrisch-katholischen Erzbischof von Mosul, Cyrille Emmanuel Benni, das Sakrament der Priesterweihe und wurde in den Klerus der syrisch-katholischen Erzeparchie Mosul inkardiniert. Am 6. November 1995 wurde Habash in den Klerus der Eparchie Our Lady of Deliverance of Newark inkardiniert.
Am 12. April 2010 ernannte ihn Papst Benedikt XVI. zum syrisch-katholischen Bischof der Eparchie Our Lady of Deliverance of Newark. Der syrisch-katholische Patriarch von Antiochia, Ignatius Joseph III. Younan, spendete ihm am 11. Juni desselben Jahres die Bischofsweihe; Mitkonsekratoren waren der Weihbischof im Syrisch-katholischen Patriarchat von Antiochia, Erzbischof Jules Mikhael Al-Jamil, der emeritierte syrisch-katholische Erzbischof von Aleppo, Denys Raboula Antoine Beylouni, der syrisch-katholische Erzbischof von Mosul, Basile Georges Casmoussa, und der syrisch-katholische Erzbischof von Bagdad, Athanase Matti Shaba Matoka. Die Amtseinführung erfolgte am 31. Juli 2010.